# Иляскин, Андрей Григорьевич
Андре́й Григо́рьевич Иля́скин (25 июля 1967, Москва) — советский и российский футболист, полузащитник, российский тренер. Мастер спорта СССР, мастер спорта Белоруссии.

## Карьера

### Игрока
Воспитанник московской ФШМ, первым тренером был В. Юлыгин. С 1984 по 1985 год выступал за московский «Локомотив», в 19 матчах забил 2 гола. С 1986 по 1988 год защищал цвета смоленской «Искры», в 91 встрече забил 16 мячей. В сезоне 1989 года снова играл за «Локомотив», в составе которого дебютировал в Высшей лиге СССР, где провёл 2 матча.
С 1990 по 1991 год выступал за брянское «Динамо», в 35 встречах забил 3 гола. Затем пополнил ряды «Кубани», за которую в сезоне 1991 года провёл 21 матч и забил 3 мяча. Затем в рамках сезона 1991/92 играл за варшавскую «Полонию».
В 1992 году пополнил ряды московского ЦСКА, в составе которого дебютировал в Высшей лиге России, где провёл 7 встреч и забил 1 гол. Кроме того, сыграл в том сезоне 9 матчей и забил 5 мячей за ЦСКА-д. С 1993 по 1997 год защищал цвета «Шинника», в 148 матчах забил 30 голов и стал в 1996 году серебряным призёром Первой лиги России, был капитаном команды.
В 1997 году перешёл в «Рубин», в 7 встречах забил 1 мяч. В сезоне 1998 года защищал цвета воронежского «Факела», сыграл 8 матчей. В 1999 году выступал за «Спартак-Орехово», провёл 15 встреч.
Сезон 2000 года начал в составе вологодского «Динамо», в 15 матчах забил 1 гол, после чего пополнил ряды мозырьской «Славии», где и доиграл сезон, проведя 4 встречи, чем помог команде стать чемпионом Беларуси. Кроме того, стал в том сезоне и обладателем Кубка.
Выступал за юношескую сборную СССР.

### Тренера
Окончил Смоленскую государственную академию физической культуры, спорта и туризма и РГУФКСИТ (получил тренерскую категорию B). С 2001 по 2002 год работал ассистентом в «Пресне». В 2003 году возглавлял московский «Уралан-ПЛЮС». Затем снова был помощником в «Пресне», а после работал генеральным директором ЗАО «Футбольный клуб „Пресня“».

## Достижения
- Чемпион Белоруссии: 2000
- 2-е место в Первой лиге России (выход в Высшую лигу): 1996
- Обладатель Кубка Белоруссии: 2000